# Polo museale romano
Il Polo museale romano era un ente museale italiano.
Esso era costituito da sette musei nazionali italiani siti a Roma:
- la Galleria Borghese,
- la Galleria Nazionale d'Arte Antica di Palazzo Barberini,
- la Galleria Nazionale d'Arte Antica di Palazzo Corsini,
- la Galleria Spada,
- il Museo nazionale di Castel Sant'Angelo,
- il Museo nazionale del Palazzo di Venezia,
- il Museo nazionale degli strumenti musicali.

L'insieme di queste istituzioni museali ricadeva nella competenza della Soprintendenza Speciale per il Patrimonio Storico Artistico ed Etnoantropologico e per il Polo Museale della città di Roma, organo periferico del Ministero dei beni e delle attività culturali e del turismo con sede in piazza di San Marco, 49.
Le funzioni del Polo museale romano vennero meno nel 2014, quando i primi tre musei divennero ad autonomia speciale, mentre gli ultimi quattro passarono in gestione al Polo museale del Lazio.